# Mindre kaktustangara
Mindre kaktustangara (Geospiza scandens) är en fågel i familjen tangaror inom ordningen tättingar.

## Utseende
Mindre kaktustangara är en finkliknande fågel med en lång men tjock näbb, med något böjd form mot spetsen. Näbbfärgen är svart hos hane i häckningsdräkt, mattorange i övriga dräkter. Hanen är sotsvart i övrigt, honan mörkbrun, på undersidan ljudare med gråa fläckar. 

## Utbredning och systematik
Mindre kaktustangara förekommer på Galápagosöarna och delas in i fyra underarter med följande utbredning:
- Geospiza scandens scandens – Santiago och Rabida
- Geospiza scandens intermedia – Santa Fé, Floreana, Pinzón, Santa Cruz och Isabela
- Geospiza scandens abingdoni – Pinta
- Geospiza scandens rothschildi – Marchena

### Familjetillhörighet
Liksom andra finkliknande tangaror placerades denna art tidigare i familjen Emberizidae. Genetiska studier visar dock att den är en del av tangarorna.

## Levnadssätt
Mindre kaktustangara hittas oftast i kustnära torra områden. Där ses den vanligen födosöka på kaktusblommor.

## Status
Fågeln har ett litet utbredningsområde, men beståndet anses vara stabilt. IUCN kategoriserar arten som livskraftig.

## Namn
Denna art tillhör en grupp fåglar som traditionellt kallas darwinfinkar. För att betona att de inte tillhör familjen finkar utan är istället finkliknande tangaror justerade BirdLife Sveriges taxonomikommitté 2020 deras namn i sin officiella lista över svenska namn på världens fågelarter.

## Bilder

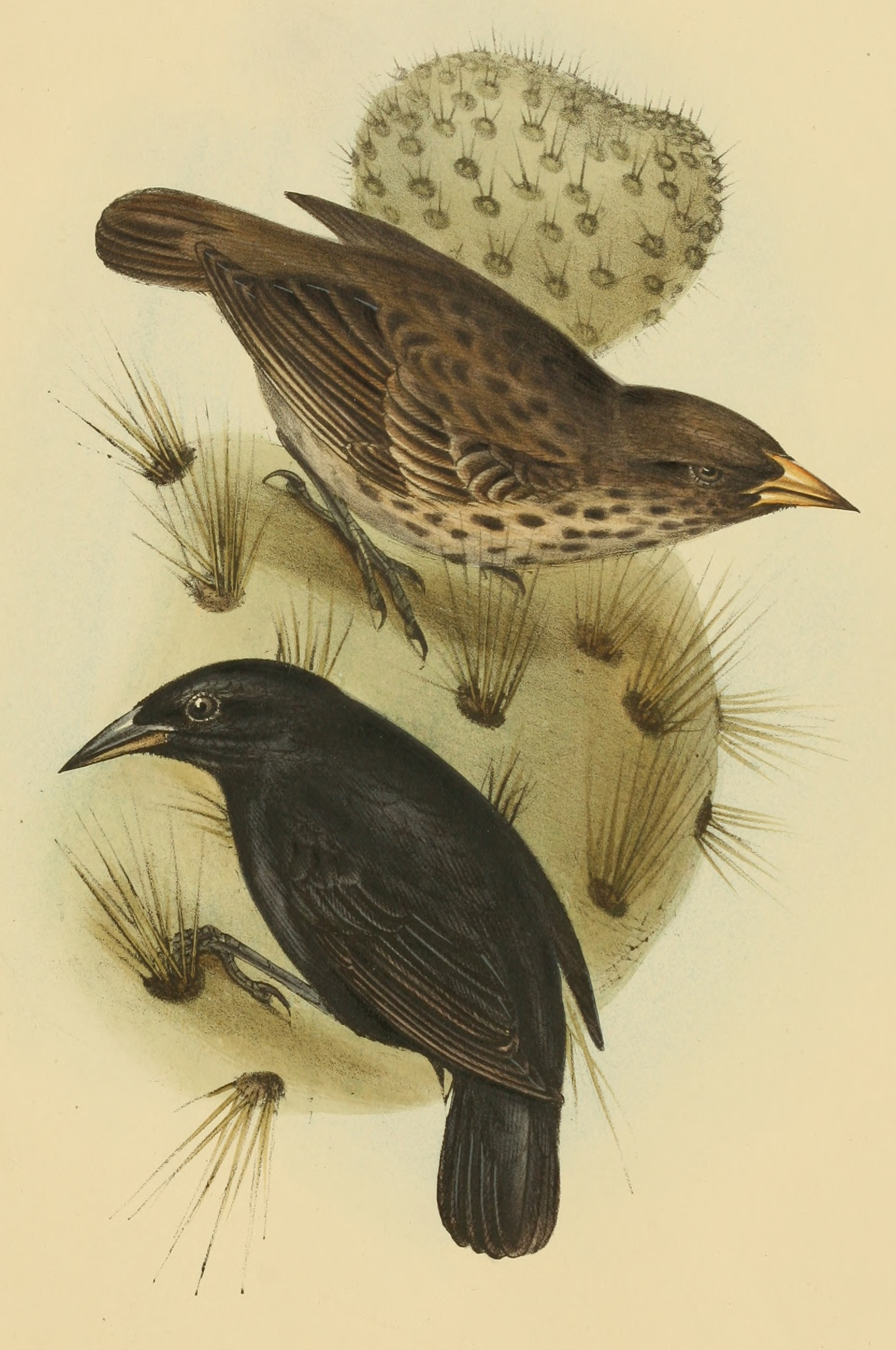
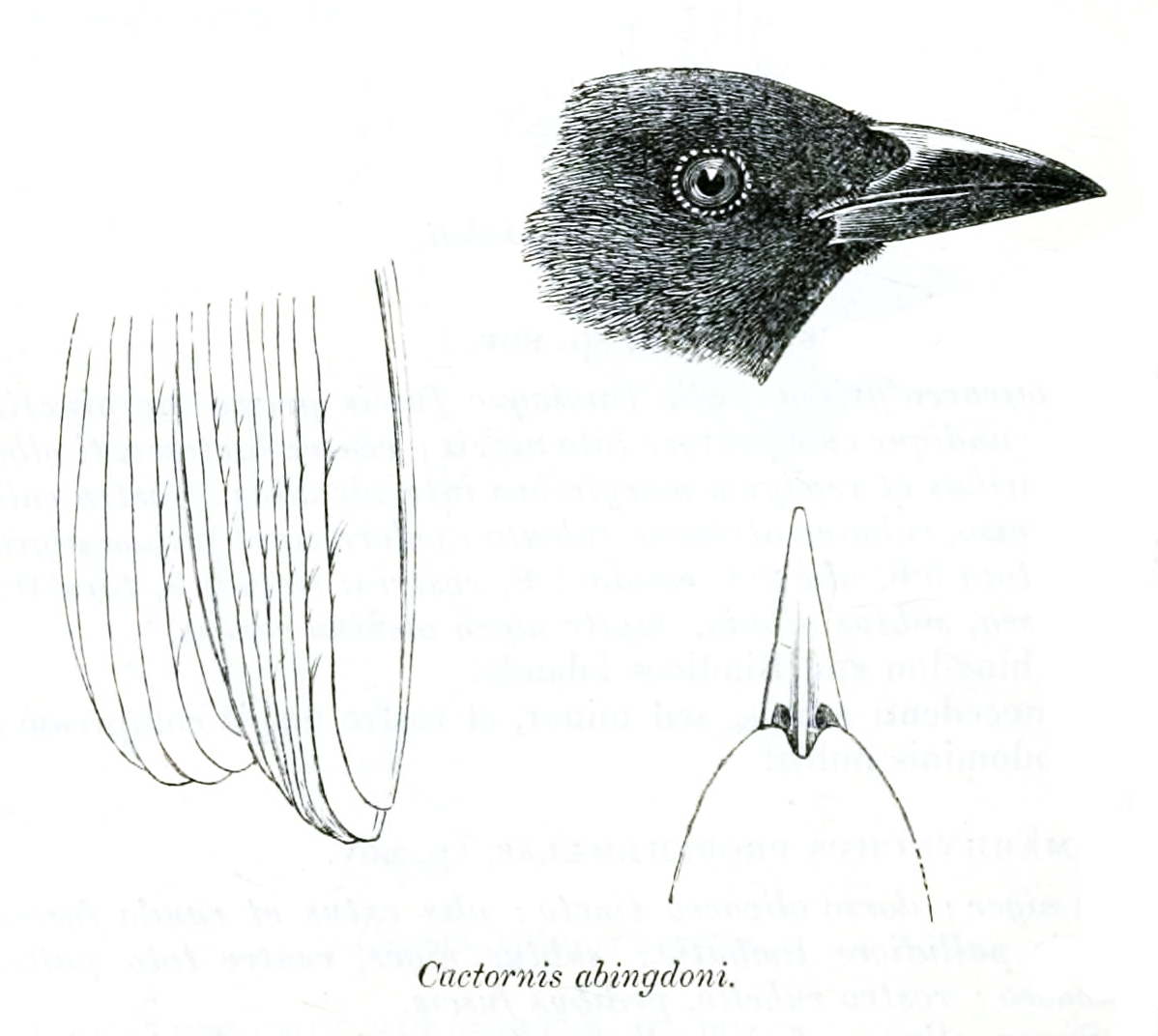
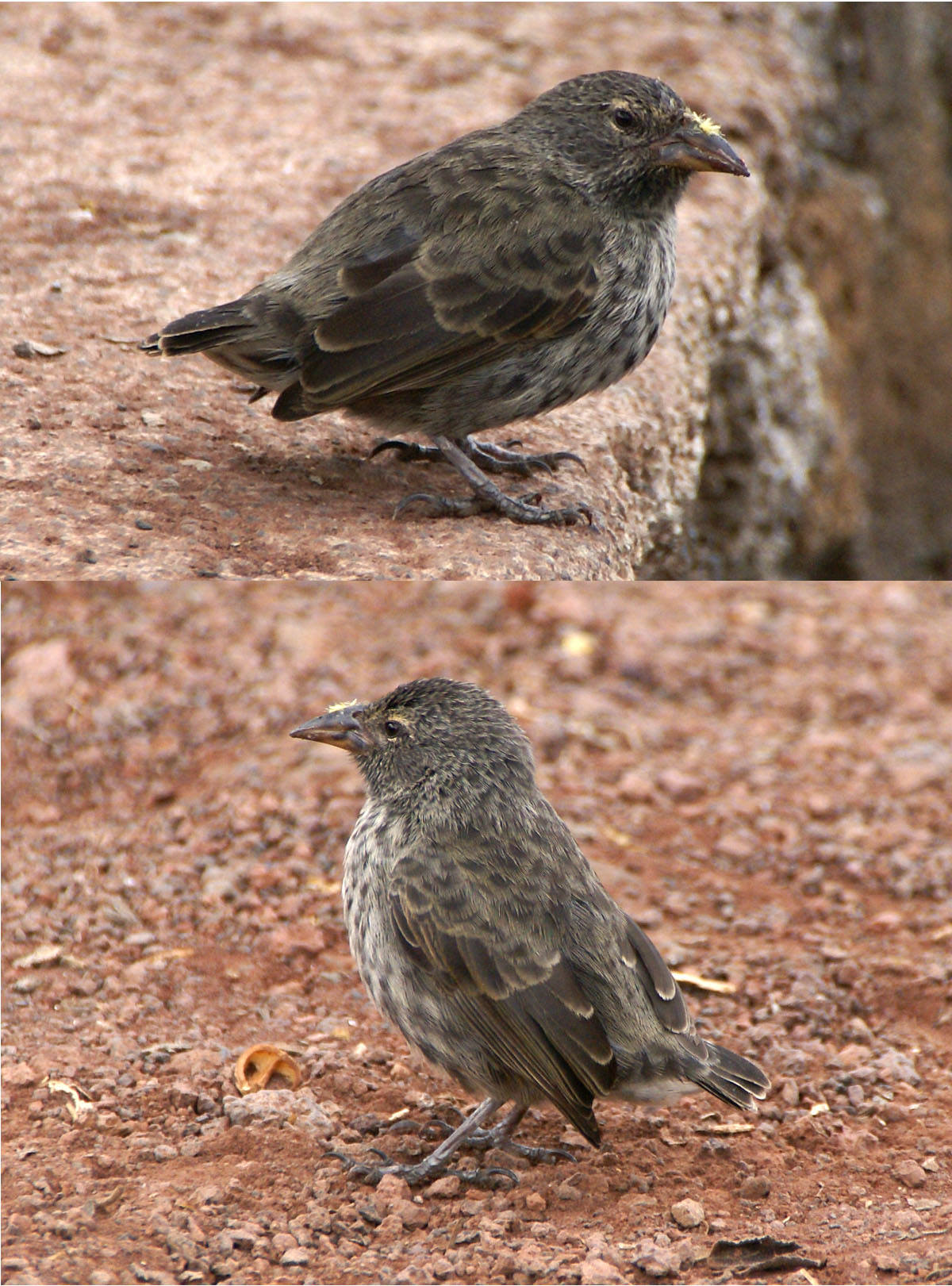
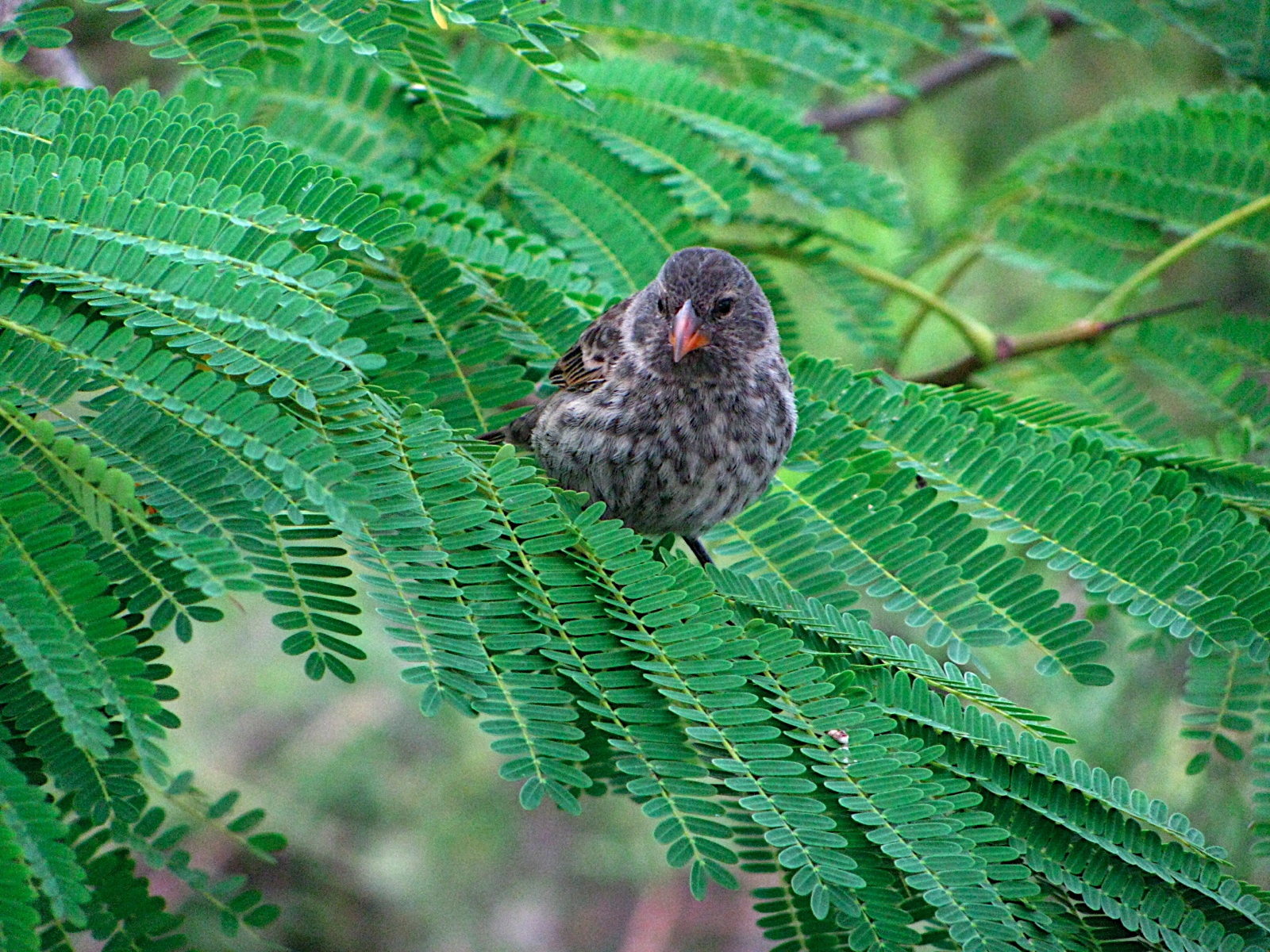
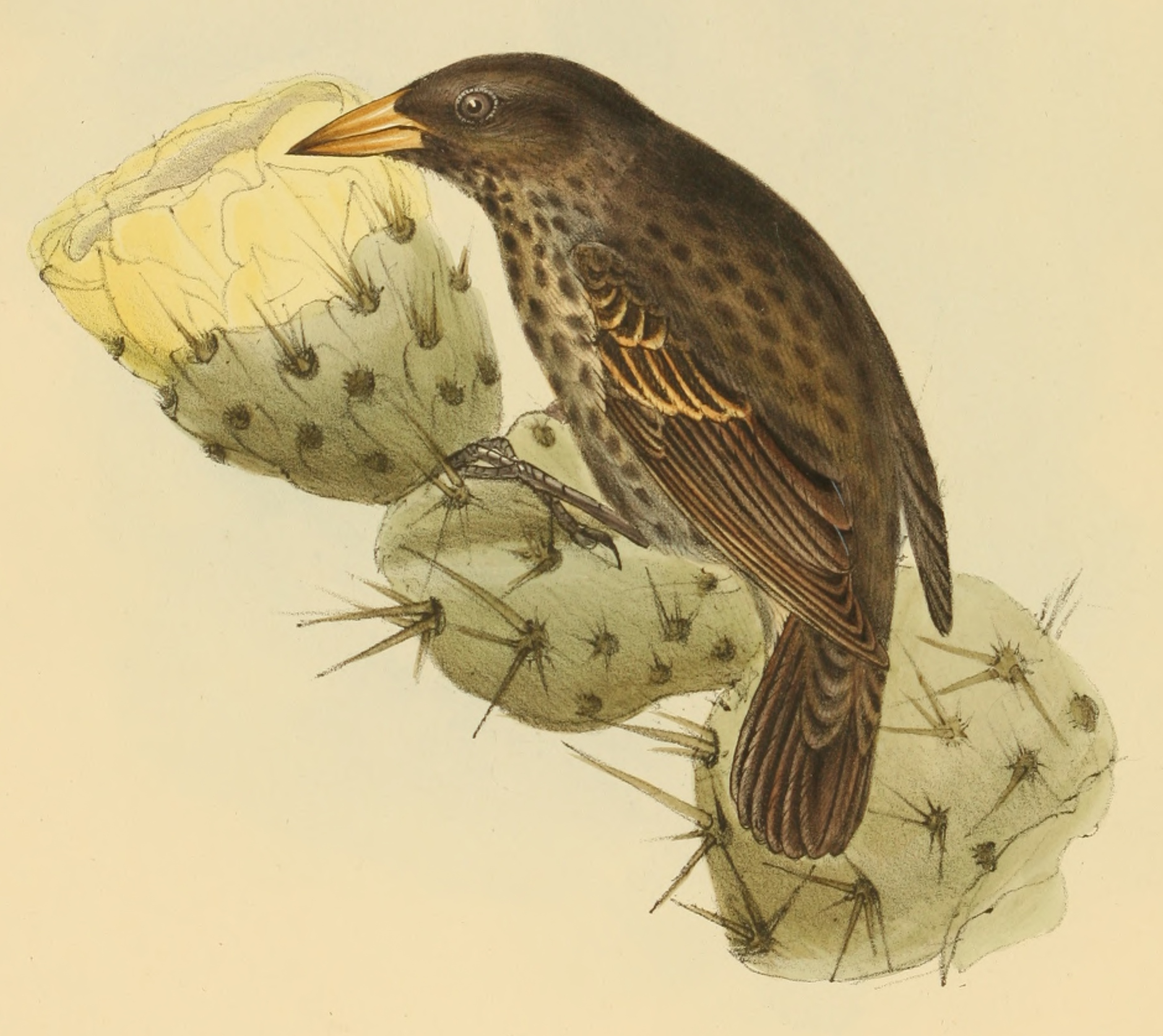